# Atlanersza
Atlanersza (uralkodói nevén Hukaré) a Kusita Királyság egyik uralkodója, aki i. e. 653–640 között uralkodott. Az egyiptomi XXV. dinasztia utolsó uralkodóját, Tanutamont követte a trónon, de az ő uralma már csak Elephantinétól délre, Kús (Núbia) területére terjedt ki. Ennek ellenére teljes fáraói titulatúrát vett fel.

## Élete
Taharka vagy Tanutamon egyiptomi fáraó fia volt. Anyja neve nem maradt fenn teljesen, …szalka. Atlanersza feleségül vette két lánytestvérét, Jeturowt és Haliszetet; további feleségei Malotaral — utódja, Szenkamaniszken anyja — és Peltaszen, valamint talán egy további hölgy, akinek neve csak részben maradt fenn: Taba[…].
Atlanersza egy, a Gebel Barkal-i templomban talált gránitállványról, oltárról és több más ábrázolásról ismert. Dongolából egy obeliszk töredéke került elő a nevével. Nuriban temették el, piramisban (Nu. 20).

## Neve
Atlanersza titulatúrája:
- Hórusz: Geregtaui („A Két Föld alapítója”)
- Nebti: Merimaat („Az igazság kedveltje”)
- Arany Hórusz: Szemenhepu („A törvények megalkotója”)
- Prenomen: Hukaré („Ré kája védelmezi”)
- Nomen: Atlanersza

## Fordítás
- Ez a szócikk részben vagy egészben  az   Atlanersa című angol Wikipédia-szócikk ezen változatának fordításán alapul.  Az eredeti cikk szerkesztőit annak laptörténete sorolja fel. Ez a jelzés csupán a megfogalmazás eredetét és a szerzői jogokat jelzi, nem szolgál a cikkben szereplő információk forrásmegjelöléseként.